# 高爱理
高爱理（英語：Ailie May Spencer Gale，1878年—1958年3月27日），美国医生，1908至1950年间，和丈夫高福绥（英語：Francis Clair Gale）一起作为美以美会传教士在中国服务。

## 早年经历
高爱理1878年出生于美国蒙大拿州博兹曼市，父亲摩西·哈里森·斯宾塞（英語：Moses Harrison Spencer）是美以美会教士，母亲伊丽莎白·斯宾塞（英語：Elizabeth Spencer）。5岁时一家人迁至科罗拉多州普韦布洛。1898年，高爱理进入科罗拉多学院，1901年毕业。在此期间她的父母去世，但她仍设法于1902年进入库珀医学院，1905年毕业。毕业后，她与毕业于加利福尼亚大学伯克利分校的高福绥结婚。两人在加州做了三年教会工作。

## 传教生涯
高爱理和丈夫1908年来到作为美以美会传教士来到江西南昌。高爱理进入美以美会南昌医院工作。1916年起她是医院唯一的外籍医生，但直到1920年才被正式任命为院长，1921年职位又让给新到的男性美国医生。1922年高爱理和丈夫休假返回美国。休假期间，高爱理在哥伦比亚大学医学院完成研修课程。
1923年高氏夫妇来到安徽屯溪工作。1927年，由于南京事件，在华美国人撤到上海。高爱理在上海美国学校任医生和导师。期间，她尝试恢复屯溪工作，但没能获得足够的支持。1933年，高爱理来到江苏南京开办诊所并在金陵女子文理学院任医生。1937年，应美以美会南昌医院的请求，高爱理再次到该医院工作。
1940年，高氏夫妇回美国休假。1941年，二人返回中国。高爱理赴四川资中宏仁医院工作。高福绥去上海办事时，遇上太平洋战争爆发，他被日方拘禁至战争结束。1947年，高爱理又一次回到南昌医院工作。1950年，因环境所迫，高氏夫妇离开中国。
高爱理1958年3月27日在加利福尼亚州贝克斯菲尔德去世。高福绥于1970年去世。两人育有三个儿子，又在中国收养了一个女儿。